# Løkken-Vrå Nærradio
Løkken-Vrå Nærradio er en lokalradio, der sender til det nordvestlige Danmark. Radioen startede sin programvirksomhed op den 3. september 1986. Radiostationen fejrede sit 25-års jubilæum lørdag den 3. september 2011.
Radioen sender flere forskellige programmer, bl.a. lokalnyt, ugens gæst, lytterønsker, ungdomsprogrammer, kulturelle indslag og kristen time. 
Radioen har ingen ansatte, men nogle frivillige står bag udsendelserne.
Løkken-Vrå Nærradio udsender sit program på 106,7 MHz, samt på fællesantenne. 